# Arixeniidae
Arixeniidae (лат.) — семейство уховерток. Единственное семейство в составе подотряда Arixeniina  Burr, 1911 (или в надсемействе Forficuloidea).

## Описание
Длина около 2 см. Бескрылые эктопаразиты летучих мышей, в том числе из рода Cheiromeles (Arixenia esau на Cheiromeles torquatus). Тело без хорошо развитой клешни на конце брюшка. Ноги мощные, загнутые, с коготками для удержания на мехе животного-хозяина. Известны и хищники (Xeniaria jacobsoni), питающиеся насекомыми, населяющими гуано летучих мышей. Живородящие, имеют псевдоплаценту.

## Распространение
Юго-восточная Азия: Малайзия, Индонезия, Филиппины.

## Систематика
Включает 2 рода и 5 видов. В 2007 году семейство рассматривали в составе надсемейства Forficuloidea.
- Arixenia Jordan, 1909[11]
  - Arixenia camura Maa, 1974
  - Arixenia esau Jordan, 1909[12][13]
- Xeniaria Maa in Nakata & Maa, 1974
  - Xenaria bicornis Maa, 1974
  - Xeniaria jacobsoni (Burr, 1912)[14]
  - Xenaria truncata Maa, 1974